# Мухаммад-шах II Бахмані

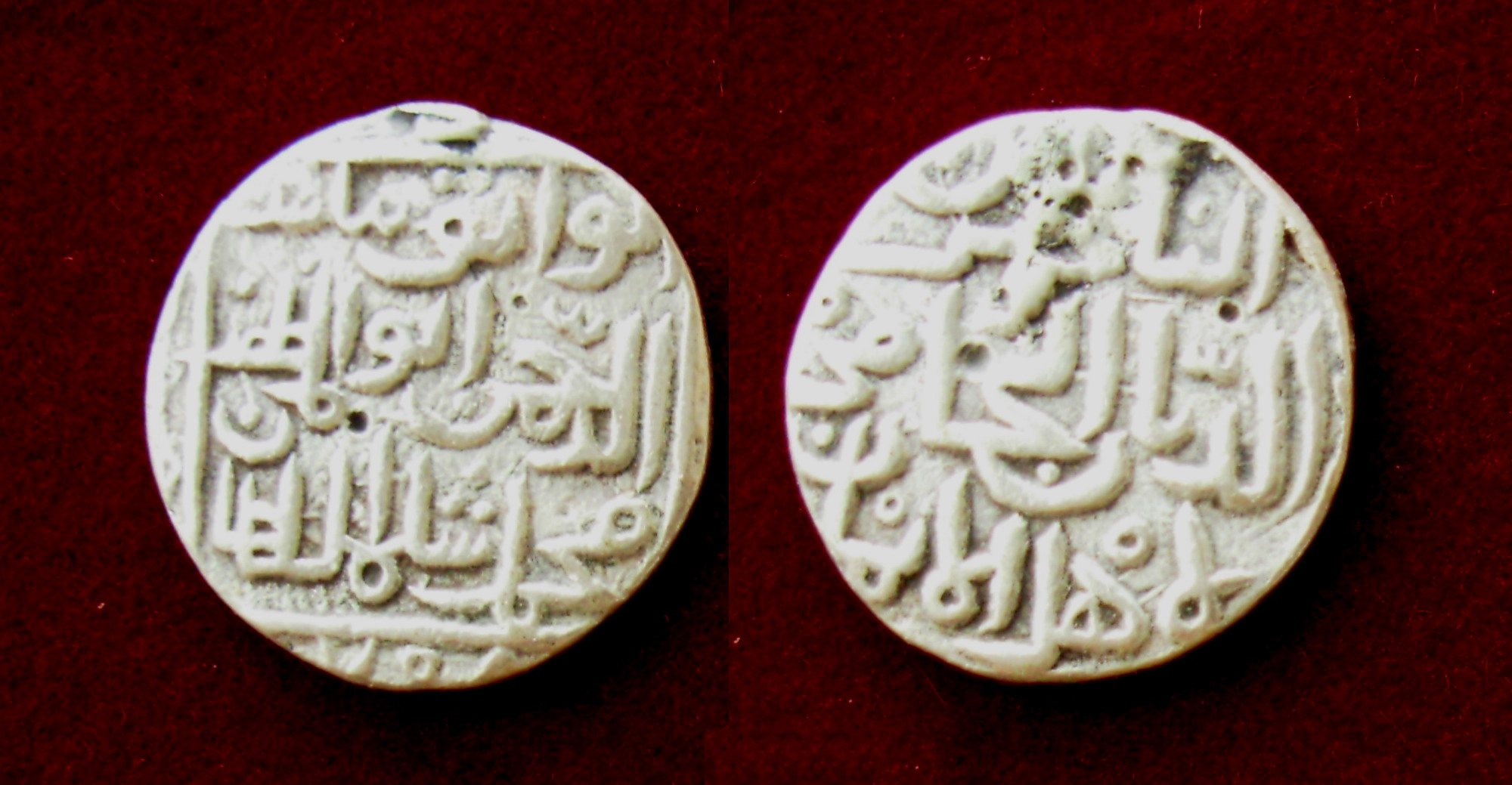
Срібна така Мухаммад-шаха II

Мухаммад-шах II (урду محمود شاہ بہمنی; д/н — 20 квітня 1397) — 5-й султан держави Бахмані у 1378—1397 роках.

## Життєпис
Онук султана Ала-ад-дін Бахман-шаха, син Махмуд-хана. Про молоді роки обмаль відомостей. Після загибелі брата — султана Дауд-шаха I — у травні 1378 року зайняв трон, наказавши осліпити Рух Парван, замовницю вбивства.
На відміну попередників зберігав мирні відносини з усіма сусідами. Проведені реформи попередниками сприяли внутрішній стабільності держави. Провів судову реформу. В результаті мирно панував весь час. Спирався на поради свого вакіля (першого міністра) Сайф-уд-Діна Гурі. Збільшив вагу мідних монет з 3,67 г до 5,51 г.
З 1387 по 1395 рік держава була спустошена сильним голодом, і султан дозволив вільне завезення пшениці, створив школи, де діти навчалися і харчувалися за рахунок держави, і вжив інших заходів для полегшення ситуації, особливо спрямованих на захист читачів Корану та сліпих. Надавав також підтримку поетам, оскільки сам полюбляв складати вірші. Але його заходи торкнулися лише мусульман, а індуїсти були виключені.
Оскільки тривалий час не мав дітей, то усиновив двох синів свого дядька Ахмад-хана — Фіруза та Ахмада. Але після народження сина Тахматана назвав його спадкоємцем. Помер Мухаммад-шах II Бахмані 1397 року.